# گذشتن و رفتن پیوسته
گذشتن و رفتن پیوسته نام سومین آلبوم استودیویی گروه بمرانی است که در دی ماه سال ۱۳۹۵ منتشر شد. این آلبوم نسبت به کارهای قدیمی بمرانی دارای آهنگ‌هایی با تمپوی کندتر است اما همچنان فضای کارها پرانرژی و با رنگ‌آمیزی متنوع است.

## سبک
در این آلبوم بمرانی تا حدودی از فضای شاد و سرخوشانه که پیش از این در دو آلبوم قبلی آنها وجود داشت فاصله گرفته و لحن غمگین‌تری را انتخاب کرده‌اند. با این وجود سبک آلبوم دچار تغییر زیادی نشد و بمرانی از همان سازبندی گذشته و همان سبک پیشین پیروی کرد. بهزاد عمرانی دربارهٔ حال و هوای این آلبوم می‌گوید:
ما سعی کرده‌ایم در آلبوم جدید، انتخاب‌گرایانه عمل کنیم و آن جنس شلوغ موسیقی‌مان را کنترل کنیم که احتمالاً می‌تواند نظر افراد بیشتری را به خود جلب کند. حال و هوای این آلبوم با تأکید بر حس تنهایی و فقدان، عاشقانه‌تر شده‌است.

## لیست آهنگ‌ها
| شماره      | نام                   | مدت   |
| ---------- | --------------------- | ----- |
| ۱.         | «پپرونی»              | ۴:۲۸  |
| ۲.         | «تنهای تنها»          | ۳:۲۱  |
| ۳.         | «گذشتن و رفتن پیوسته» | ۴:۱۹  |
| ۴.         | «گیسو»                | ۲:۳۸  |
| ۵.         | «به من بخند!»         | ۳:۱۸  |
| ۶.         | «مامان»               | ۲:۵۲  |
| ۷.         | «سرمست»               | ۴:۴۹  |
| ۸.         | «تا کی»               | ۳:۲۳  |
| ۹.         | «خیابونا»             | ۳:۴۷  |
| ۱۰.        | «مردمی»               | ۴:۴۸  |
| مجموع مدت: | مجموع مدت:            | ۳۷:۵۰ |